# Матія Дивкович
Матія Дивкович (*Matija Divković, 1563 —†21 серпня 1631) — боснійський католицький письменник.

## Життєпис
Народився у хорватській родини неподалік від м. Вареш. Згодом продовжив навчання у францисканській школі біля м. Олово. Після цього деякий час навчався в Італії. У 1609 році перебирається до Сараєво, де працює капеланом. Водночас починає займатися вивчення культури слов'ян Боснії та Герцоговини. У 1611 році переїздить до Венеції, де друкує свої праці. У 1612 році повертається до Боснії, де працює у монастирі в Крешево. В подальшому перебував у м. Олово, де помер у 1631 році.

## Творчість
Дивкович намагався адаптувати до хорватської мови проповіді Р.Беллярміна та І.Геролта. Складав твори боснійською говіркою. В його доробку також численні легенди на біблійні теми.
У збірці «Християнська наука» відтворив старовинні хорватські релігійні пісні.